# Wise (Virginia)
Wise (seit 1924; vorher Big Glades, Gladesville oder Gladeville) ist ein Ort in der Wise County im US-Bundesstaat Virginia. Es ist der Hauptort und Verwaltungssitz (sog. County Seat) des Wise County. Das U.S. Census Bureau hat bei der Volkszählung 2020 eine Einwohnerzahl von 2.971 ermittelt.
Drei Gebäude des Ortes – alle auf der Main Street gelegen – wurden ins National Register of Historic Places aufgenommen: das Gerichtsgebäude Wise County Courthouse 1981, das Colonial Hotel 1991 und das E.M. Fulton House (05001581) 2006.
In Wise ist das University of Virginia’s College at Wise beheimatet, das einzige Zweig-College der University of Virginia. Daneben hat der Ort vier Schulen, davon drei öffentliche Schulen (Wise Primary School, L.F. Addington Middle School und J.J. Kelly High School) und eine christliche Privatschule (Wise County Christian School).
Wise ist Partnerstadt der türkischen Stadt Çeşme (westlich von İzmir).

## Geschichte
Im Grenzland im Südwesten Virginias hatte sich der Ort Big Glades (engl. für: große Lichtungen) entwickelt, wohl benannt nach den Lichtungen der nahen Umgebung. 1850 wurde eine Poststation eröffnet. Die ältesten Belege über eine Schule im Ort stammen von 1855, als eine einräumige Holzhütte (log cabin) als Schule genutzt wurde.
1856 wurde ein neues County im Südwesten Virginias geschaffen und nach dem seit kurzem amtierenden Gouverneur von Virginia, Henry A. Wise, „Wise County“ genannt. Der Hauptort und Verwaltungssitz (sog. County Seat) trug wechselnde Namen, von „Big Glades“ über „Gladesville“ hin zu „Gladeville“; unter letzterem Namen wurde es 1874 schließlich offiziell zu einer (Klein-)Stadt erhoben (incorporated). Erst 1924 würde der Ort in „Wise“ umbenannt werden.
Im Amerikanischen Bürgerkrieg kam es im Ort zu Schäden: 1864 wurde unter anderem ein kleines Gerichtsgebäude des Wise County von Unionstruppen zerstört. Der deutlich größere Neubau des Gebäudes entstand erst 1896 und beherbergt heute nicht nur das Gericht, sondern dient auch als wichtigstes Verwaltungsgebäude des Countys.
Nach 1880 hielt die Kohleindustrie im Wise County Einzug. Als sich der Kohleabbau im Nordwesten der Stadt entwickelte, wurde der Ort zum Handelszentrum (Beaty's Store wurde 1870 gegründet); seinen Höhepunkt sollte Wise durch den Kohle„boom“ in den 1970er-Jahren erreichen.
1882 wurde das Gladeville College gebaut, das den Schülern Unterricht für alle Klassen anbot, von Grundschul- bis Collegeniveau. 1906 wurde das „College“ zur Wise High School umgeformt, der ersten High School im Wise County. Im Laufe der Jahre wurden kleine ländliche Schulen – 1928 hatte es 106 Schulgebäude im Wise County gegeben – zu größeren Einheiten zusammengefasst. Im Rahmen von Schul-Bauaktivitäten in Wise County in den 1950er-Jahren wurde im Ort Wise die J. J. Kelly High School gebaut. In den 1960er-Jahren wurde die Rassentrennung in den Schulen aufgegeben. 1968 bezog die Wise Primary School ihr heutiges Gebäude (Anbau von 2000). In einer neuerlichen, noch stärkeren Phase von Schulbau und -ausbau im County in den 1970er-Jahren wurde die L. F. Addington Middle School errichtet.
Bereits 1954 war in Wise mit Unterstützung der University of Virginia das staatliche Clinch Valley College eröffnet worden; die kleine Hochschule wurde zum einzigen Zweigcollege der University of Virginia. Sie ist das einzige staatliche vierjährige College von Virginia westlich von Radford. 1999 wurde die Hochschule in University of Virginia’s College at Wise umbenannt.

## Bevölkerung
Die Bevölkerung ist zu 95,24 % weiß nach den Maßgaben des United States Census Bureau (Stand 2000). 26,3 % der 1424 Haushalte von Wise hatten in dem Jahr Kinder unter 18 Jahren, und 47 % waren verheiratete Paare. Die Haushalte waren im Durchschnitt 2,17 Personen groß und verdienten $ 28.531 US-Dollar. 19,7 % der Bevölkerung waren unter 18 Jahre alt, 11,3 % zwischen 18 und 24, 30,7 % zwischen 25 und 44, 23,4 % zwischen 56 und 64 und 15 % 65 Jahre oder älter.
Die vermutlich bekannteste Persönlichkeit, die Wise hervorgebracht hat, ist der Schauspieler George C. Scott, der in Wise geboren wurde und aufwuchs. Ebenfalls hier geboren wurde Raymond Allen Davis, ein CIA-Mitarbeiter, der in Pakistan für zweifachen Mord verurteilt wurde.

## Persönlichkeiten
- George C. Scott (1927–1999), Film-, Fernseh- und Bühnenschauspieler sowie Regisseur und Produzent